# Younes Smaili
Younes Smaili (Rotterdam, 20 juni 1998) is een Marokkaans-Nederlands professioneel kickbokser die sinds 2024 onder contract staat bij GLORY.

## Carrière
Smaili is actief geweest voor meerdere organisaties, in binnen -en buitenland. Hij tekende in 2024 een contract bij GLORY. 
Smaili versloeg op z’n debuut de Fransman James Condé op unanieme beslissing. Voor zijn tweede partij stond hij tegenover Tayfun Özcan. Vooraf aan de partij werd over en weer met trashtalk gestrooid en wekte dat veel belangstelling van het publiek op. Smaili won de partij op punten.

## Record
| Professional Kickboxing Record                                 | Professional Kickboxing Record | Professional Kickboxing Record | Professional Kickboxing Record               | Professional Kickboxing Record | Professional Kickboxing Record | Professional Kickboxing Record | Professional Kickboxing Record |
| -------------------------------------------------------------- | ------------------------------ | ------------------------------ | -------------------------------------------- | ------------------------------ | ------------------------------ | ------------------------------ | ------------------------------ |
| 42 winst (19 (T)KO's), 3 verloren, 0 onbeslist, 0 geen gevecht |                                |                                |                                              |                                |                                |                                |                                |
|                                                                |                                |                                |                                              |                                |                                |                                |                                |
| Datum                                                          | Uitslag                        | Tegenstander                   | Evenement                                    | Locatie                        | Methode                        | Ronde                          | Tijd                           |
| 2024-12-7                                                      | Winst                          | Tayfun Özcan                   | Glory Collision 7                            | Arnhem, Nederland              | Beslissing (split)             | 3                              | 3:00                           |
| 2024-08-31                                                     | Winst                          | James Condé                    | Glory 94: Antwerp                            | Antwerpen, België              | KO (Lowkicks)                  | 3                              | 3:00                           |
| 2023-06-10                                                     | Winst                          | Fouad Chahbari                 | Enfusion 8TKO #3 Last 8 70KG, finale         | Nederland                      | TKO                            | 2                              | 3:00                           |
| 2023-06-10                                                     | Winst                          | Youssef El Haji                | Enfusion 8TKO #3 Last 8 70KG, halve finale   | Alkmaar, Nederland             | Beslissing (unaniem)           | 3                              | 3:00                           |
| 2023-06-10                                                     | Winst                          | Mervin Moor                    | Enfusion 8TKO #3 Last 8 70KG, kwartfinale    | Alkmaar, Nederland             | Beslissing (unaniem)           | 3                              | 3:00                           |
| 2023-03-18                                                     | Verlies                        | Wenbao Han                     | WLF 535: China vs Netherlands                | Nederland                      | Beslissing (unaniem)           | 3                              | 3:00                           |
| 2023-03-04                                                     | Winst                          | Valdrin Vatnikaj               | Enfusion 8TKO #1 Last 16 70KG                | Alkmaar, Nederland             | KO                             | 2                              |                                |
| 2023-03-18                                                     | Verlies                        | Darryl Verdonk                 | Enfusion 111 &112                            | Alkmaar, Nederland             | TKO                            | 4                              |                                |
| 2022-06-11                                                     | Winst                          | Conan Saelens                  | Glory Rivals 1                               | Nederland                      | Beslissing (unaniem)           | 3                              | 3:00                           |
| 2020-02-29                                                     | Winst                          | Amier Abdulahad                | Enfusion #95                                 | Eindhoven, Nederland           | Beslissing (unaniem)           | 3                              | 3:00                           |
| 2019-12-14                                                     | Winst                          | Ali Rezaie                     | Fight Vision Europe                          | Duisburg, Duitsland            | Beslissing (unaniem)           | 3                              | 3:00                           |
| 2018-04-14                                                     | Winst                          | Anass Aaras                    | Alphen Fight Night III                       | Alphen aan den Rijn, Nederland | Beslissing (unaniem)           | 5                              | 3:00                           |
| 2018-03-25                                                     | Winst                          | Siyar Fakhari                  | World Fighting League                        | Almere, Nederland              | Beslissing (unaniem)           | 3                              | 3:00                           |
| 2017-11-04                                                     | Winst                          | Li Yankun                      | Wu Lin Feng 2017: Yi Long VS Sitthichai      | Kunming, China                 | Beslissing (unaniem)           | 3                              | 3:00                           |
| 2017-10-29                                                     | Winst                          | Damian Johansen                | WFL Final 16 -67KG Tournament, Final         | Almere, Nederland              | Beslissing (unaniem)           | 3                              | 3:00                           |
| 2017-10-29                                                     | Winst                          | Yassir El Atmioui              | WFL Final 16 -67KG Tournament, Semi Final    | Alphen aan den Rijn, Nederland | Beslissing (unaniem)           | 5                              | 3:00                           |
| 2017-04-23                                                     | Winst                          | Jackie Dings                   | World Fighting League                        | Almere, Nederland              | Beslissing (unaniem)           | 3                              | 3:00                           |
| 2017-02-25                                                     | Verlies                        | Masaaki Noiri                  | K-1 World GP 2017 Japan                      | Japan                          | Beslissing (unaniem)           | 3                              | 3:00                           |
| 2016-11-19                                                     | Winst                          | Wang Yuanlei                   | EM Legend 14                                 | Emei, China                    | Beslissing (unaniem)           | 3                              | 3:00                           |
| 2016-05-22                                                     | Winst                          | Luciano Babel                  | Ijmuiden Fight Night II                      | Ijmuiden, Nederland            | Beslissing (unaniem)           | 3                              | 3:00                           |
| 2016-04-03                                                     | Winst                          | Oguzhan Cabri                  | World Fight League                           | Nederland                      | Beslissing (unaniem)           | 3                              | 3:00                           |
| 2016-02-28                                                     | Winst                          | Bowie Zonneveld                | Haarlem Fight Night Tournament, Final        | Haarlem, Nederland             | Beslissing (unaniem)           | 5                              | 2:00                           |
| 2016-02-28                                                     | Winst                          | Nordin Akalai                  | Haarlem Fight Night Tournament, halve finale | Haarlem, Nederland             | Beslissing (unaniem)           | 5                              | 2:00                           |
| 2016-02-28                                                     | Winst                          | Fouzi el Kandousi              | Haarlem Fight Night Tournament, kwartfinale  | Haarlem, Nederland             | Beslissing (unaniem)           | 5                              | 2:00                           |